# Ted Allan
Ted Allan, vlastním jménem Alan Herman, (26. ledna 1916, Montréal – 29. června 1995, Toronto) byl kanadský spisovatel, scenárista a herec. V mládí sympatizoval s komunismem a účastnil se občanské války ve Španělsku.

## Život
Na počátku 30. let 20. století pracoval jako novinář v Montréalu pro The Clarion, tisk Komunistické strany Kanady. Přijal pseudonym Ted Allan, aby mohl inkognito proniknout do místní fašistické organizace a odkrýt ji tak. Pseudonym si později ponechal. Roku 1936 se seznámil a spřátelil s Normanem Bethunem. Následujícího roku se přidal k Praporu Mackenzie–Papineau, v jehož rámci se zúčastnil občanské války ve Španělsku, kde se opět setkal s Bethunem.
Roku 1952 spolu se Sydneym Gordonem vydal Bethunův životopis The Scalpel, The Sword. Po zbytek života se pokoušel prosadit film o Bethuneovi, podařilo se mu to až roku 1990. Roku 1957 opustil Dělnickou pokrokovou stranu poté, co se rozdělila ve vnitrostranické krizi způsobené Chruščovovou tajnou kritikou kultu osobnosti na XX. sjezdu KSSS, potlačením maďarského povstání a odhalením státem podporovaného antisemitismu v Sovětském svazu.

## Dílo

### Scénáře
- 1960 – Lies My Father Told Me
- 1962 – The Webster Boy
- 1975 – Lies My Father Told Me
- 1980 – Deux affreux sur le sable
- 1980 – Falling in Love Again
- 1990 – Bethune: The Making of a Hero

### Role
- 1975 – Lies My Father Told Me jako Mr. Baumgarten

### Novely
- Love Is a Long Shot

## Ocenění
- 1976 - nominace na Oscara za nejlepší původní scénář k filmu Lies My Father Told Me
- 1985 – Stephen Leacock Award for Humour za Love Is a Long Shot
- 1990 – Gemini Award za práci pro kanadskou televizi